# Vuelo 892 de Aeroflot
El vuelo 892 de Aeroflot era un vuelo internacional regular de pasajeros de Aeroflot desde Minsk (RSS de Bielorrusia) a Berlín Este (Alemania Oriental), operado por un Tupolev Tu-134 que se estrelló el 12 de diciembre de 1986 debido a un error del piloto, matando a setenta y dos de los ochenta y dos pasajeros y tripulantes a bordo.

## Accidente
Debido a las condiciones climáticas adversas, el vuelo regular de Minsk a Berlín Este se desvió a Praga. Una vez que mejoró el clima en Berlín, el vuelo despegó hacia el destino original. A su llegada las condiciones solo permitían un aterrizaje ILS. El controlador del aeropuerto autorizó al vuelo a aterrizar por la pista 25L (izquierda), pero cuando la aeronave entraba en aproximación final, se encendieron las luces de pista de la pista 25R (derecha), que en ese momento estaba en obras y estaba cerrada. El controlador advirtió a la tripulación en inglés que se trataba de una prueba, pero debido a la falta de dominio del idioma inglés entre la tripulación de vuelo de Aeroflot, el operador de radio entendió que esto significaba que el avión aterrizaría en la pista 25R. El piloto desconectó el piloto automático.y cambió manualmente el rumbo a la pista 25R, que estaba 460 metros a la derecha de la pista 25L y 2200 metros más cerca de la posición de la aeronave. El error se notó en tierra, pero las advertencias pasaron desapercibidas durante un tiempo debido a la discusión entre la tripulación. La señal ILS se cayó. Una vez que la tripulación se dio cuenta de su error, cambió rápidamente de rumbo y encendió el piloto automático, pero sin aumentar el empuje de los motores de la aeronave. El Tu-134 entró en pérdida y golpeó árboles a unos 3 km del umbral de la pista 25L. Tras el impacto, el combustible en los tanques de la aeronave se encendió. Los servicios de rescate encontraron 12 sobrevivientes, pero dos murieron más tarde en el hospital. En total, los 9 tripulantes y 63 pasajeros (incluidos 20 de los 27 escolares de la clase 10A del Schwerinsecundaria) perdieron la vida.